# 스윗 버드 오브 유스
《스윗 버드 오브 유스》(영어: Sweet Bird of Youth)는 미국에서 제작된 리처드 브룩스 감독의 1962년 영화이다. 폴 뉴먼 등이 주연으로 출연하였고 팬드로 S. 버먼 등이 제작에 참여하였다. 테네시 윌리엄스의 동명의 희곡이 원작이다.

## 출연진

### 주연
- 폴 뉴먼
- 제럴딘 페이지

### 조연
- 셜리 나이트
- 에드 베글리
- 립 톤
- 밀드러드 더넉
- 매들린 셔우드
- 필립 애벗
- 코리 앨런
- 더브 테일러
- 배리 애트워터
- 윌리엄 포리스트
- 로이 글렌

## 제작진
- 협력제작: 캐스린 허퍼드
- 의상: 오리 켈리